# 约翰·查尔斯·沃克
约翰·查尔斯·沃克（1893年7月6日—1994年11月25日）是一位美国农学家，专攻植物对疾病的抵抗，1945年当选美国国家科学院院士，1978年与乔治·F·施普拉格共同获得第一届沃爾夫農業獎。